# Шприцевий дозатор

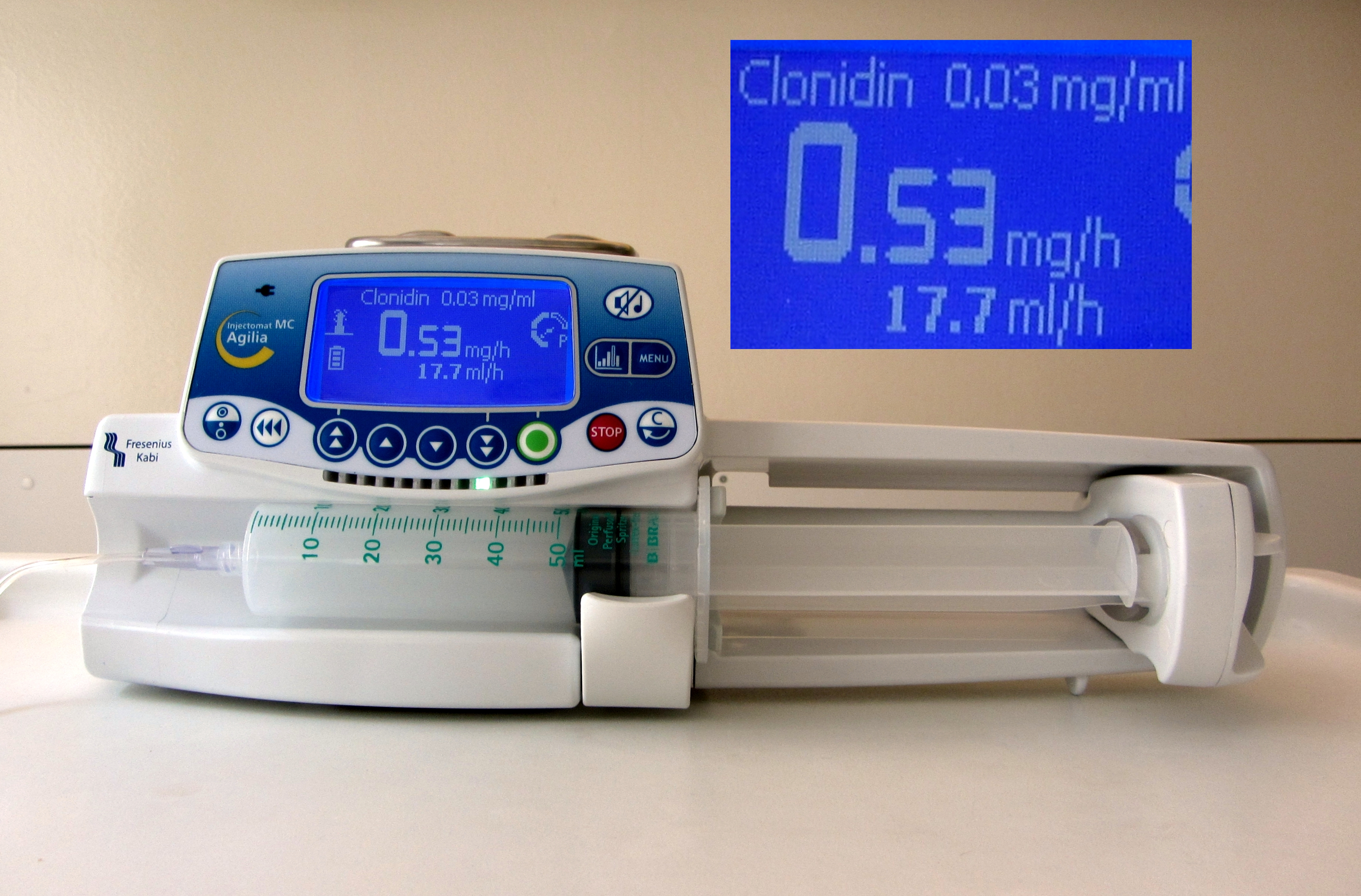
Одна з моделей сучасної шприцевої помпи Fresenius Kabi.

Шприцевий дозатор (шприцевий інфузійний насос, шприцева інфузійна помпа, перфузор[джерело?]) — засіб для інфузії, один з типів інфузійних помп, що використовується для дозованого введення невеликих об'ємів рідини пацієнтам для лікування чи в процесі досліджень. Часто помилково називається інфузоматом.
Перший шприцевий дозатор був розроблений у 1951 році та мав лише одну швидкість..
Найбільш широко даний пристрій застосовується в анестезіології, інтенсивній терапії, паліативній медицині, медицині болю та швидкій допомозі.

## Технічні характеристики

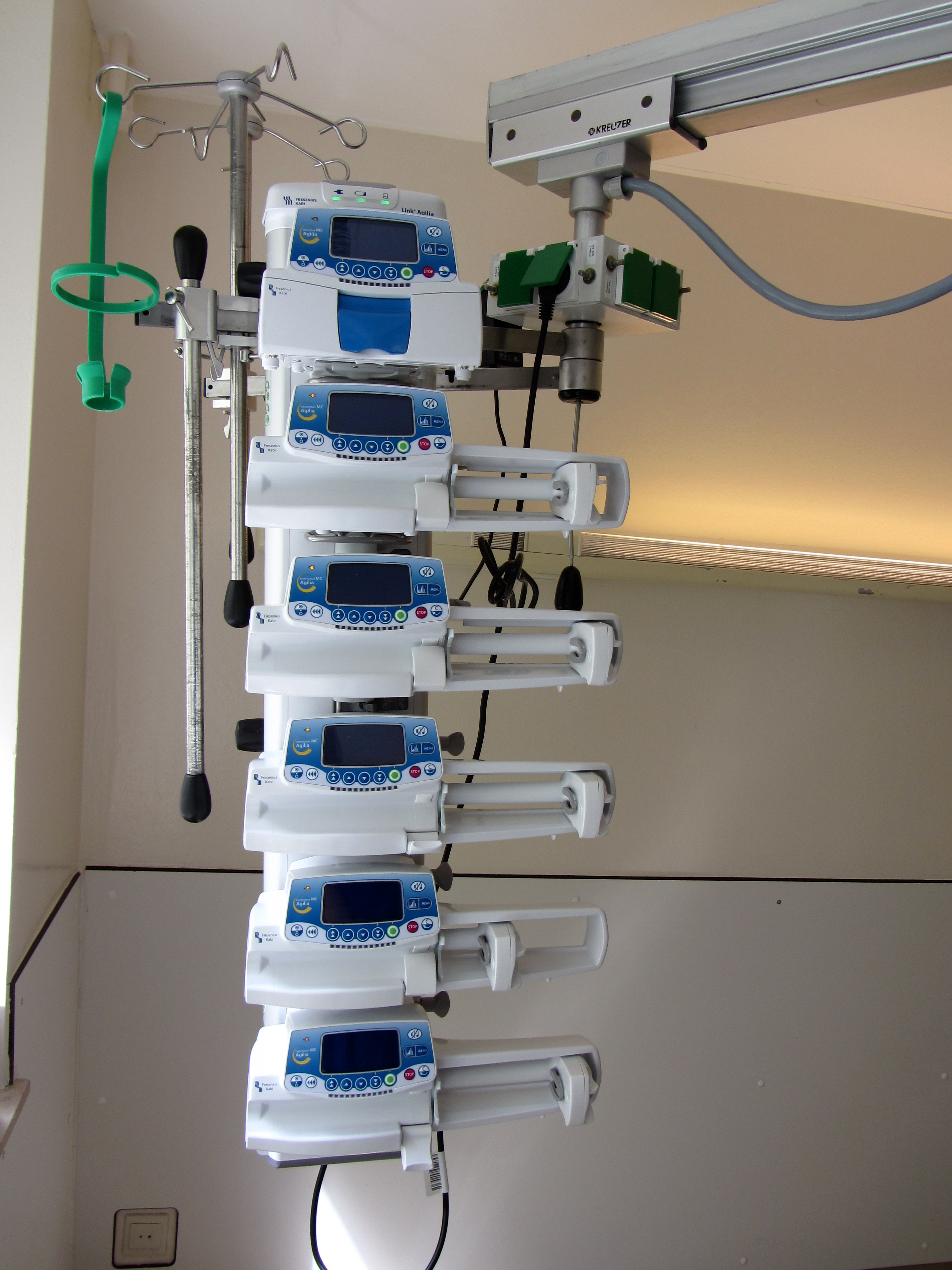
Шприцеві насоси (Injectomat Agilia) у відділенні інтенсивної терапії

Шприцева інфузійна помпа — це електричний прилад, що вводить з певною швидкістю рідину, що міститься у встановленому у нього шприці.
На теперішній час характеристики і можливості різних моделей можуть суттєво відрізнятись.
- Можливість живлення як від електричної мережі(можливо і автомобільної), так і від вбудованого акумулятора.
- Швидкість введення від 0,01 — 200,0 мл/год[4] коливається залежно від моделі.
- Можливість болюсного дозованого введення препарату до 1000 мл/год і більше.
- Можуть працювати з різними шприцами від 2,0 до 60,0 мл.[4] Часто необхідно вказувати виробника шприца, оскільки форма може суттєво відрізнятись.
- До одного пристрою можливе підключення 2 шприців з встановленням однакових чи різних швидкостей введення.
- Можливе використання як окремо, так і деяких моделей у складі інфузійних станцій (можливо разом із перистальтичними інфузійними помпами) — систем підключення кількох як шприцевих, так і волемічних інфузійних помп зі спільним живленням та можливо акумулятором.
- За наявності програмного забезпечення в память пристрою можуть бути введені концентрації та стандартне дозування певних препаратів.

## Особливості роботи
- При неправильній вказівці виробника шприців можлива хибна швидкість введення.
- При першому заповнені чи зміні концентрації препарату в шприці необхідно враховувати, кількість та концентрацію препарату в подовжувачі для інфузії від шприца до пацієнта. Залежно від виробника в подовжувачі може знаходитись від 1,2 до 3 і більше мл.[5] Особливо великий об'єм при використанні імпровізованих подовжувачів з трубок від систем для внутрішньовенної інфузії. Необхідно враховувати, що при швидкості 5 мл/год введення навіть через подовжувач 1,2 мл буде тривати близько 15 хв.[5]
- Через використання високих концентрацій розчинів, якщо подовжувач шприца з помпи під'єднаний до катетера, куди вводяться інші розчини, при промиванні цього катетера чи зміні швидкості введення цих інших розчинів, концентрація основного препарату в крові буде суттєво змінюватись. Це особливо виразно при введенні симпатоміметиків чи гіпотензивних препаратів зі швидким початком дії. В цих випадках це буде проявлятись різкими коливаннями коливаннями тиску та можливо частоти серцевих скорочень.
- Якщо в один просвіт катетера вводяться препарати як з інфузійної помпи, так і зі звичайної системи для інфузії, за певних умов розчин зі звичайної системи може не вводитись взагалі. Це зокрема буває при достатньо великій швидкості введення препаратів з помпи і малій пропускній здатності катетера
- Через дві останні особливості у деяких країнах, наприклад Німеччині, заборонене одночасне введення в один просвіт катетера розчинів з простих інфузійних систем та інфузійних помп (як шприцевих, так і волемічних).[5]
- Коли сильнодіючий препарат в шприці закінчується необхідна спеціальна підготовка. Вона включає завчасне підготування іншого шприца з розведеним у відповідній концентрації препаратом завчасно.

## Медична термінологія
Багато медичних працівників неправильно називають шприцеві дозатори інфузоматами (торгова назва перистальтичної інфузійної помпи фірми B.Braun, шприцеві дозатори у них носят назву «перфузор»). Це зумовлено переважанням продукції даної фірми в момент широкого впровадження даних приладів. Шприцеві інфузійні помпи даної фірми відомі як перфузори.
Так сам багато медичних працівників називає периферичні венозні катетери «венфлон» (за торговою назвою американської фірми BD) або «вазофікс» (торгова назва тієї ж B.Braun), як і всі підгузники називають памперсами, а всі копіювальні апарати — ксероксами.

## Приклади шприцевих інфузійних помп

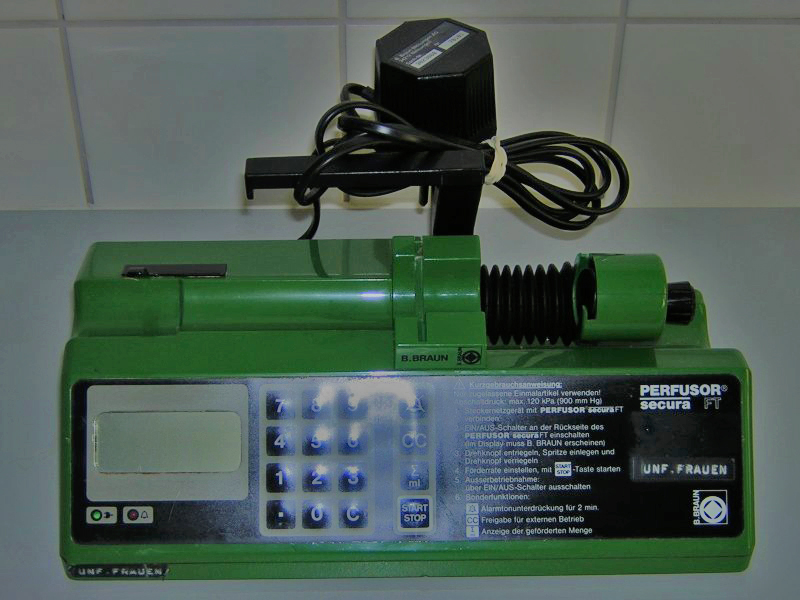
Перфузор secura.
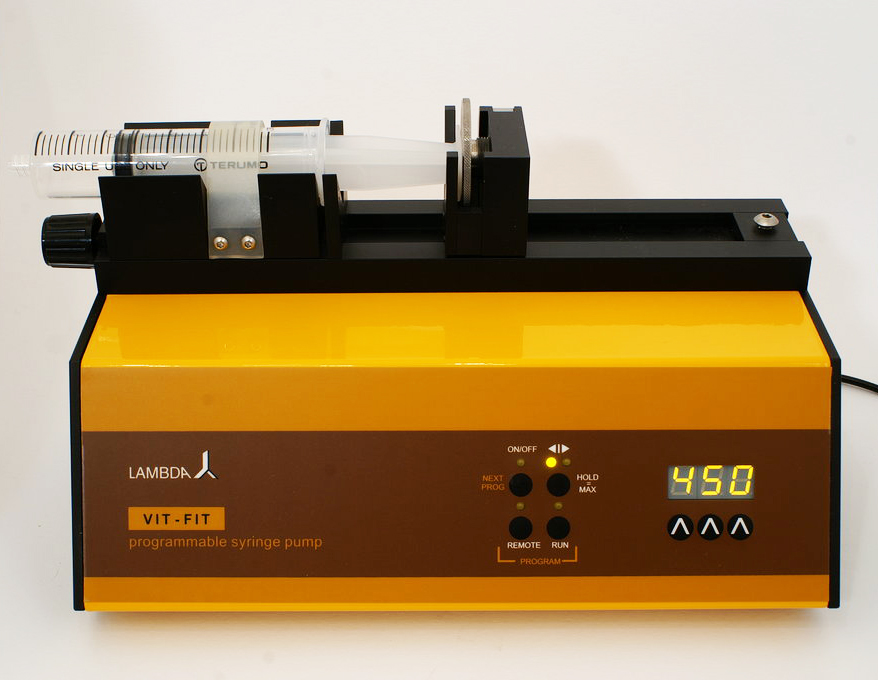
Lambda VIT-FIT
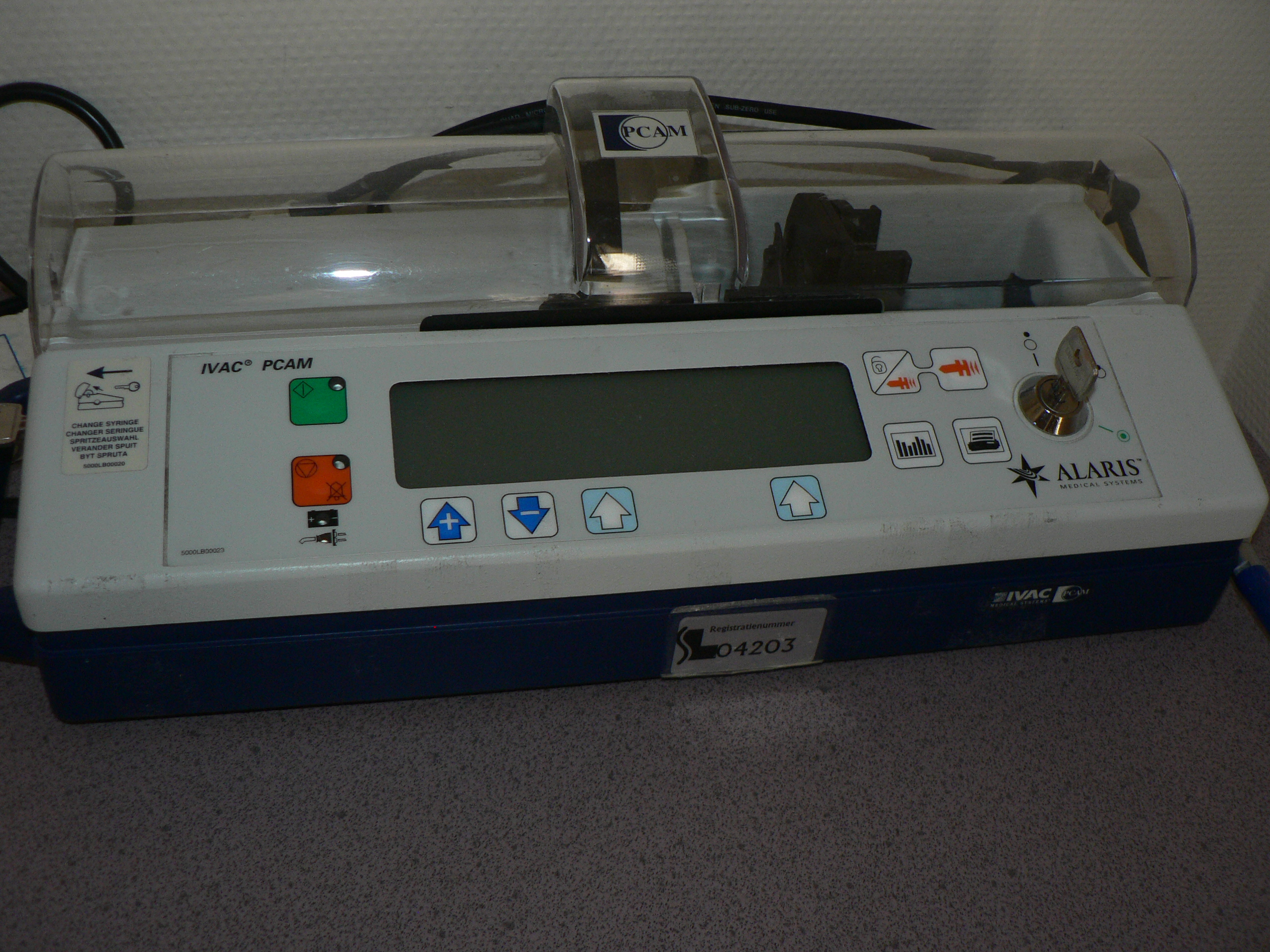
IVAC PCAM
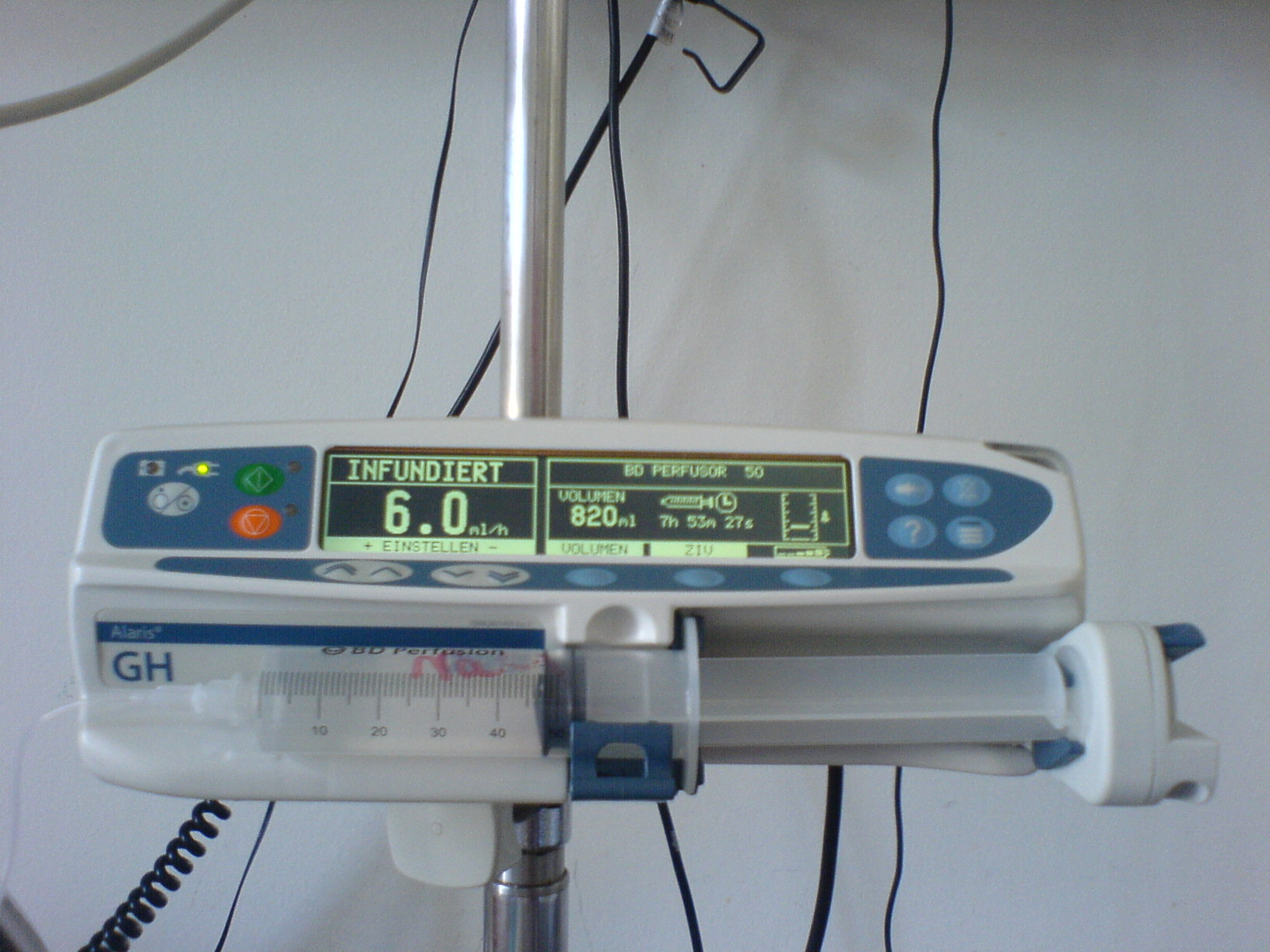
Alaris®
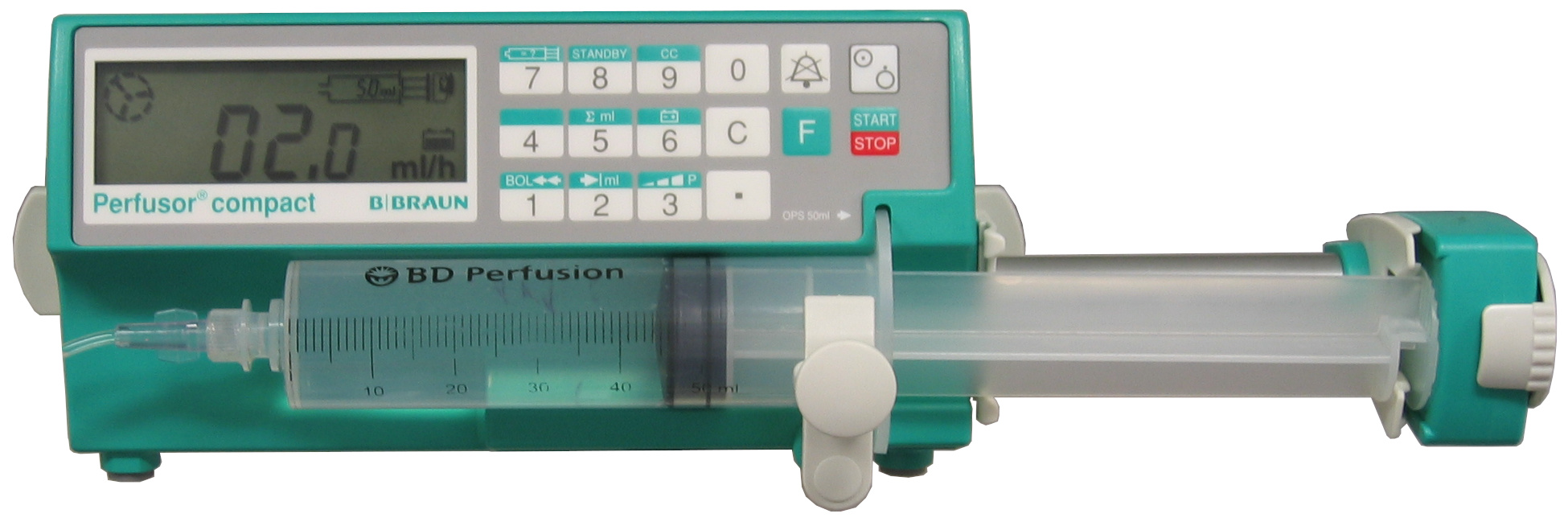
Перфузор Компакт B.Braun.